# 火器营
39°57′57″N 116°17′21″E / 39.965938°N 116.289058°E
火器营是清代禁卫军之一，为清朝专门掌管和操演火器的军队，是清朝禁卫军中的精锐部队。

## 建立
火器营最早设在北京城内，于康熙二十七年（1688年）建立。初称“汉军火器兼练大刀营”，三年后（1691年）康熙帝有感于火器的威力无比，遂正式定名“火器营”。其性质有些类似于明朝的神机营。火器营全营均练习枪炮，其所操演的火器，有鸟枪亦有子母炮。由满蒙八旗兵丁组成，负责守卫皇城。然而驻守城内的营兵均随八旗兵驻在城内四城，毎旗均配有一部分火器营的兵，操练起来十分不便，加之火器制造和操练需要大片空间，乾隆三十五年（1770年），乾隆帝批准，将满洲八旗中的火器营官兵集中迁至城外，驻扎在同一大营区内。火器营建于城外的西北郊蓝靛厂，火器营营区沿昆玉河的走向而建，北接颐和园。营区耗时三年于1773年建成。为与此前内城火器营相区分，又称“外火器营”。与西山健锐营、圆明园护卫营（三者统称京旗外三营）互为犄角，拱卫西郊皇家行宫。
火器营内街巷成棋盘状，环营的大墙长四公里，由三合土垒成。营墙外有护营河，起着排水的作用，围墙有东西南北四座大门，随门各有一座平桥。

## 地名
火器营旧址位于北京海淀区蓝靛厂正北。火器营沿用下来成为一个地名。